# Kaj Fölster
Åsa Kaj Fölster, född Myrdal, 27 augusti 1936 i Bromma församling i Stockholm, är en svensk-tysk socialpolitiker, författare och socionom.

## Biografi
Fölster har en mastersexamen från universitetet i Delhi i Indien, socionomexamen från Socialinstitutet i Stockholm samt en ämbetsexamen från universitetet i Göttingen i Tyskland. Hon har förutom tre år i Indien och tre år i Nigeria varit bosatt i Göttingen och i Darmstadt i Tyskland där hon arbetade för kvinnofrågor och socialpolitisk utveckling och var även politiskt aktiv. Hon var verkställande direktör för Arbeiterwohlfahrt (AWO) 1981–1986 och kommunpolitiker för SPD samt jämställdhetsombud i förbundslandet Hessen. 1986–1989. Hon hade en chefstjänst inom planeringssektorn på GTZ – en tysk motsvarighet till biståndsorganet Sida – och i arbets- och socialdepartementet i Hessen som ansvarig för socialförsäkringar och jämställdhetsfrågor. För sina insatser som socialpolitiker i Tyskland har hon belönats 2014 med Förbundsrepubliken Tysklands förtjänstorden och 2019 med Elisabet-Kern-Preis. Hon var den första att erhålla detta pris instiftat till minne av den första kvinnliga riksdagsledamoten år 1919 i Förbundsdagen. Numera är hon bosatt i Sverige men är aktiv över gränserna. Förutom socialpolitiska publikationer inom ramen för de olika uppdragen i Tyskland har hon i Sverige publicerat uppmärksammade böcker. 
Boken De tre löven av Fölster blev ett omdebatterat inlägg i diskussionen om de myrdalska familjekonflikterna. Boken som gällde traditionella roller förstods i Sverige som ett ställningstagande för modern Alva Myrdals önskan att förena kärlek, familj och arbete – "de tre löven".
Boken Bortom de sju bergen – tyska bilder 1954-1994 är ett viktigt inslag i kunskapen om Tyskland i modernare tid. Hennes bok "Miss Kay - en ung kvinnas märkliga resa" (2008) är en berättelse om den resa hon som nittonåring gjorde med en lastbåt från Genua till Bombay, en resa som hon själv kallar en "mognadsresa". Boken bygger på femtio år gamla dagböcker.

### Familj
Fölster är dotter till Gunnar och Alva Myrdal, samt syster till Jan Myrdal och Sissela Bok. Hon var gift med Horst Fölster och är mor till Stefan Fölster och två döttrar. Hon är farmor till den moderata riksdagsledamoten Sofia Fölster.

## Priser och utmärkelser
- Förtjänstkors 1 klass av Förbundsrepubliken Tysklands förtjänstorden, RTyskRFO1KL (2014)
- Elisabet-Kern-Preis